# نهر سيمبانغ كيري
نهر سيمبانغ كيري (بالإندونيسية: Sungai Simpangkanan، ويعني: نهر التقاطع اليسار)‏ هو نهر في جنوب سومطرة، إندونيسيا. ومن روافده نهر سيمبانغ كانان.